# 대불정여래밀인수증요의제보살만행수능엄경 권1~4
대불정여래밀인수증요의제보살만행수능엄경 권1~4(大佛頂如來密因修證了義諸菩薩萬行首楞嚴經 卷一∼四)는 서울특별시 관악구 호림박물관에 있는 조선시대의 목판본 불경이다. 1997년 6월 12일 대한민국의 보물 제1248호로 지정되었다.

## 개요
대불정여래밀인수증요의제보살만행수능엄경은 줄여서 ‘대불정수능엄경’또는 ‘능엄경’이라고도 하며, 부처님의 말씀을 머리속으로 이해하는데 그치지 않고 자신이 직접 경험하여 얻을 것을 주요 사상으로 하고 있다.
이 책은 송나라 계환(戒環)이 중요부분을 요약하여 풀이한『능엄경』중 권 제1∼4인데, 4권이 하나의 책으로 묶여 있다. 나무에 새겨서 종이에 찍은 것으로, 조선 성종 19년(1488)에 충청도 홍산 무량사(無量寺)에서 홍산현감 등의 시주로 박경(朴耕)이 글을 써서 간행한 것이다.
15세기 말에 사찰에서 만들어진 것으로 당대 명필이 쓴 글을 판각하였고, 권 끝부분에 간행과 관련된 기록까지 남아있어 중요한 자료로 평가된다. 특히 한글과 이두로 토가 달려 있어 중세 국어의 모습도 살펴볼 수 있다는 점에서 국어사 자료로도 가치가 있다.

## 참고 자료
- 대불정여래밀인수증요의제보살만행수능엄경 권1~4 - 국가유산청 국가유산포털